# 신용구 (1883년)
신용구(申鏞九, 1883년 9월 27일 ~ 1967년 2월 10일)는 일제강점기와 대한민국의 천도교 지도자이다. 도호는 묵암(默菴), 본관은 평산이며 경상남도 고성군 출신이다.

## 생애
일찍이 아버지를 잃고 편모 슬하에서 자라면서 18세까지 한학과 사상의학을 수학했다. 1900년에 한성부로 올라와 정치 단체에 가입하였다가 발각되어 1905년에는 러시아 블라디보스토크로 이주해 3년 동안 거주하기도 했다. 귀국 직후인 1914년에 경상남도 진주에서 황태익(黃泰益) 접주에 의해 천도교에 입교하였다.
1915년부터 천도교 창녕군 전교사가 되어 경상남도 일대에서 포교 활동을 벌였고, 1920년부터는 천도교 진주대교구 전제원(典制員), 강도원(講道員)을 역임했다. 1923년에 진주군 종리원 종리사(宗理師)로 임명되면서부터 포교에 성과를 거두었다. 1925년에는 천도교 청년당 영남 대표, 1927년에는 시법포 주관포덕사(侍法布 主管布德師)를 역임했다. 1929년에는 천도교 종법사(宗法師)로 임명되었다.
1930년 12월 28일에 열린 천도교 구파(舊派)·신파(新派) 간의 합동 사관 회의(司觀 會議)에서 중앙종리원 상무종법사(中央宗理院 常務宗法師) 5명 가운데 한 사람으로 임명되면서부터 천도교의 지도층 인사가 되었다. 파벌로는 최린이 이끌던 천도교 신파에 속해 있었다. 1933년부터 1935년까지 순원포(順源布) 주관도정(主管道正), 법정(法正)을 역임했고 1936년에는 중앙종리원 부대령(副大領), 성도관정(誠道觀正)을 역임했다.
1937년 4월에 중앙종리원을 대표하는 직책인 도령(道領)을 역임하면서부터 일본 제국의 황민화 정책, 전시 체제 협력에 관한 천도교인들의 협력을 주도했다. 1938년 2월에는 지원병 제도 실시를 기념하기 위해 개최된 조선지원병제도제정축하회에서 발기인으로 참여했고 1938년 6월에는 국민정신총동원조선연맹의 결성 과정에서 천도교 대표로 참여했다.
1939년 4월에는 중앙종리원 현법사(玄法師)로 선출되었고 1939년 6월에는 국민정신총동원천도교연맹 이사로 선임되었다. 1940년 11월에는 교령 이종린, 교화관장 조기간, 상주선도사 정광조를 비롯한 천도교의 주요 인사들과 함께 신궁참배단의 일원으로 일본을 방문하면서 이세 신궁, 메이지 신궁을 참배했다. 1941년 9월에는 조선임전보국단 발기인으로 참여했다. 이러한 행적으로 인해 2008년에 공개된 민족문제연구소의 친일인명사전 수록예정자 명단 중 천도교 부문에 선정되었다.
1945년 10월에는 천도교총부 상주전도사로 선출되었으며 1953년부터 1957년까지 현기실(玄機室) 장로를 역임했다. 1961년부터 1966년까지 4차례에 걸쳐 천도교중앙총부 교령으로 선출되었고 1963년에는 대한민국 문화훈장을 수여받았다.

## 사후
결혼할 때도 평등 사상을 내세우며 걸어갔다는 일화가 남아 있다. 종교 활동에 헌신하면서 영남 지역 천도교 포교 활동에 일생을 바친 인물로 평가된다. 천도교 출판사인 신인간사는 2001년에 신용구의 강화를 묶어 《글로 어찌 기록하며》를 펴냈다.

## 참고자료
- 신용구(申鏞九) - 한국학중앙연구원
- 신용구(申鏞九) - 국사편찬위원회
- 민족문제연구소 (2009). 〈신용구〉. 《친일인명사전 2 (ㅂ ~ ㅇ)》. 서울. 381 ~ 382쪽.